# Rhipidia (Rhipidia) tridigitata
Rhipidia (Rhipidia) tridigitata is een tweevleugelige uit de familie steltmuggen (Limoniidae). De soort komt voor in het Neotropisch gebied.